# 巴西利亚国际机场

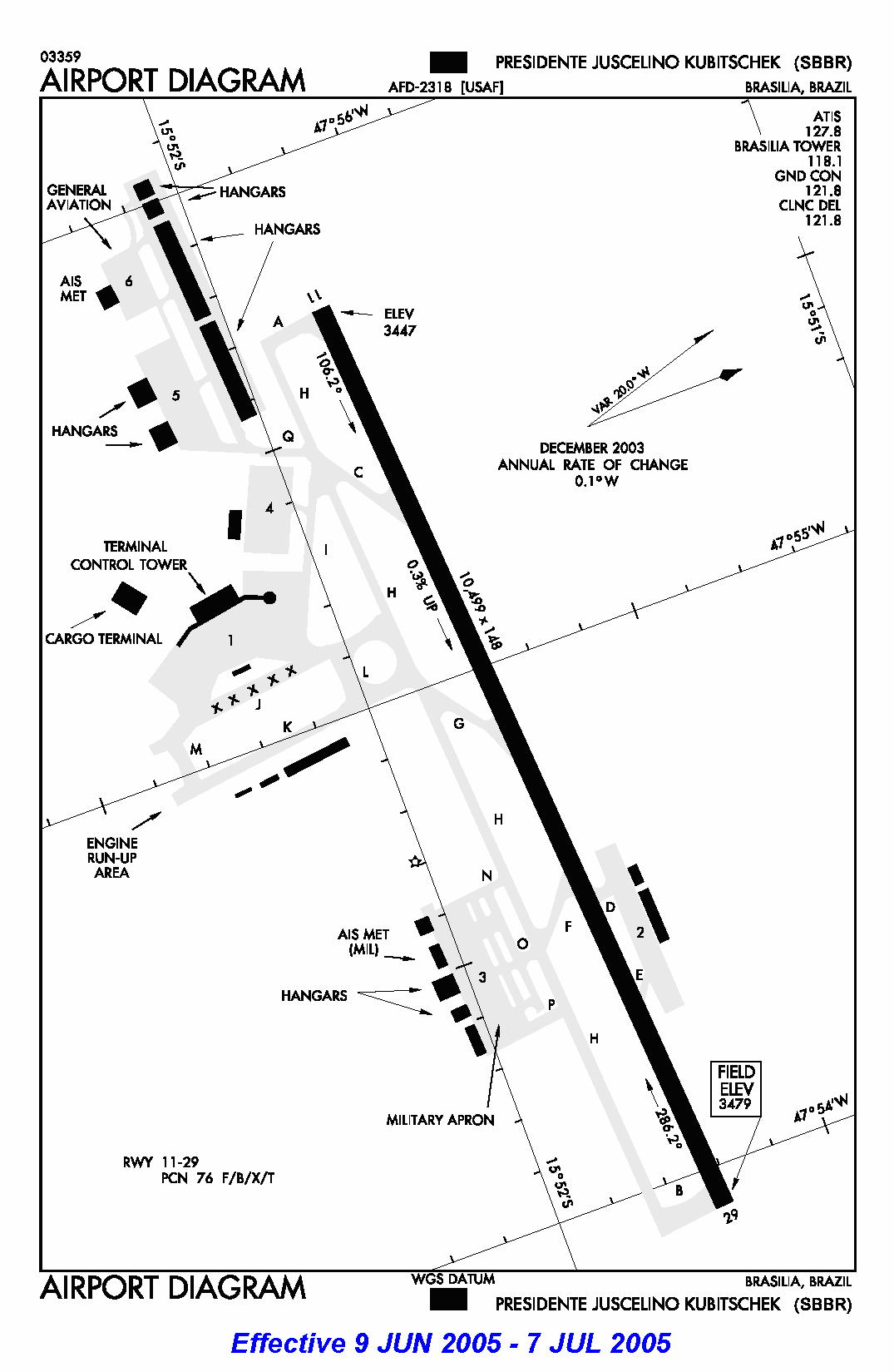
巴西利亚国际机场平面图

巴西利亚国际机场（葡萄牙語：Aeroporto Internacional de Brasília，全名巴西利亚-儒塞利诺·库比契克总统国际机场），是巴西首都巴西利亚的国际机场，以任期内从里约热内卢迁都巴西利亚的已故总统儒塞利诺·库比契克命名，起降量排在圣保罗/瓜鲁柳斯国际机场和聖保羅/孔戈尼亚斯机场之后，是巴西第三大最繁忙的机场。